# Udonis Haslem
Udonis Johneal Haslem (ur. 9 czerwca 1980 w Miami) – amerykański koszykarz, występujący na pozycji silnego skrzydłowego, trzykrotny mistrz NBA.
10 września 2018 podpisał kolejną umowę z Miami Heat.

## Osiągnięcia
Na podstawie, o ile nie zaznaczono inaczej.
NCAA
- Wicemistrz NCAA (2000)
- Uczestnik rozgrywek:
  - Sweet Sixteen turnieju NCAA (1999, 2000)
  - II rundy turnieju NCAA (1999–2001)
  - turnieju NCAA (1999–2002)
- Mistrz sezonu regularnego konferencji Southeastern (SEC – 2000, 2001)
- Zaliczony do:
  - I składu:
    - SEC (2001, 2002)
    - NCAA Final Four (2000)[4]

  - II składu All-American (2002 przez NABC)
  - III składu All-American (2001 przez AP)
  - Galerii Sław Sportu Uniwersytetu Floryda
- Lider konferencji SEC w[5]:
  - skuteczności rzutów z gry (2001, 2002)
  - liczbie:
    - celnych (177) rzutów wolnych (2002)
    - oddanych rzutów wolnych (2001, 2002)

NBA
- 3-krotny mistrz NBA (2006, 2012, 2013)
- 3-krotny wicemistrz NBA (2011, 2014, 2020, 2023[6])
- Zaliczony do II składu debiutantów NBA (2004)[7]
- Uczestnik Rising Stars Challenge (2004, 2005)
- Lider wszech czasów klubu Miami Heat w liczbie zbiórek